# Lazarat
Lazarat je obec v okresu Gjirokastër, kraji Gjirokastër, jižní Albánii.
V roce 2015 bylo město administrativně připojeno pod nedaleký Gjirokastër. Podle sčítání lidu z roku 2011 mělo 2801 obyvatel. Město, které se nachází na východních svazích pohoří Sopot v údolí horského potoka bylo do roku 2014 v Albánii známé především jako centrum výroby a prodeje drog, přesněji konopí. Konalo se zde proto několik rozsáhlých policejních operací.